# Resolució 1122 del Consell de Seguretat de les Nacions Unides
La Resolució 1122 del Consell de Seguretat de les Nacions Unides fou adoptada per unanimitat el 29 de juliol de 1997. Després de recordar anteriors resolucions sobre Israel i el Líban incloses les resolucions 501 (1982), 508 (1982), 509 (1982) i 520 (1982), així com estudiar l'informe del Secretari General Boutros Boutros-Ghali sobre la Força Provisional de les Nacions Unides al Líban (UNIFIL) aprovada en la Resolució 426 (1978), el Consell va decidir prorrogar el mandat de la UNIFIL per un període de sis mesos fins al 31 de gener de 1998.
El Consell llavors va reemfatitzar el mandat de la Força i va demanar al secretari general que mantingués negociacions amb el govern del Líban i altres parts implicades en l'aplicació de les resolucions 425 (1978) i 426 (1978) i que informés al respecte.
Es va condemnar tota violència contra la UNIFIL i es van fomentar més estalvis en l'eficiència sempre que no afectessin la capacitat operativa de la Força.